# UB-12号潜艇
陛下之UB-12号艇是德意志帝国海军于第一次世界大战期间建造的其中一艘UB-I型近岸作战潜艇或称U艇。它由不来梅的威悉船厂承建，自1914年11月7日开始铺设龙骨。其全长略小于28米，水面及水下排水量分别为127吨和141吨，艇载武器除两具450毫米的艇艏鱼雷发射管外，还有一挺安装在甲板上的机枪。完工后的艇体被拆解成若干部分并通过铁路运输至安特卫普进行重新组装。它于1915年2月下水并以UB-12号之名交付使用。
UB-12号的整个服役生涯都是在佛兰德区舰队度过的，期间共击沉22艘船舶，其中近半数为英国渔船。此外，它还于1917年击沉了英国驱逐舰拉福雷号。至1917年初，该艇已被改装成一艘布雷艇，用四个水雷斜槽替换了鱼雷发射管。UB-12号于1918年8月19日从泽布吕赫离港之后失踪。

## 设计及建造
在第一次世界大战初期，随着德意志帝国陆军沿北海海岸快速推进，比利时佛兰德沿岸的安特卫普、泽布吕赫和奥斯坦德等港口相继落入德国人手中，这大大方便了德军潜艇遣出英吉利海峡的作战行动。然而，帝国海军当时却缺乏适合在佛兰德周边狭窄的浅海中行动的U艇。为此，1914年8月中旬开始设计的“34号工程”催生出了UB-I型潜艇，这是一种可以通过铁路运输发往作战港口并能够迅速组装的小型近岸潜艇。为满足铁路限界的要求，UB-I型的设计需要艇长在28米左右，排水量约125吨，并装备两具鱼雷发射管。UB-12号作为由国家海军办公室委托不来梅威悉船厂建造的首批7艘UB-I型潜艇（UB-9至UB-15号）中的一部分，于1914年10月15日订购，此时距离该艇型的设计启动尚不足两个月。
UB-12号自1914年11月7日开始铺设龙骨。竣工时，UB-12号的全长为27.88米，舷宽3.15米，有3.03米的吃水深度。它搭载有一台功率为44千瓦特（59匹軸馬力）的科尔庭四缸四冲程柴油发动机用于水面运行，以及一台89千瓦特（119匹軸馬力）的西门子-舒克特电动发电机用于水下航行；两者都与一副单螺旋桨轴相连，可分别提供最高7.45節（13.80每小時）的水面航速和最高6.24節（11.56每小時）的水下航速。在更匀速的状态下，它可以连续在水面航行1,500海里（2,800）而无需加油，或连续在水下航行45海里（83）而无需充电。与同型的所有姊妹艇一样，UB-12号的潜航深度为50米，可以在33秒内完全潜入水中。
在武器装备方面，UB-12号内置有两具450毫米的艇艏鱼雷发射管，可装载2枚C/03型鱼雷，舰桥前部的甲板上则设有一挺可拆卸的8毫米机枪。其标准船员编制为1名军官加13名水兵。
在威悉船厂的建造完成后，UB-12号已准备好用于铁路运输。铁运的过程包括将潜艇拆解成一个实质上的散装套件。每艘艇被分成大约15块，其中艇体分解为三部分装在平板车上，舰桥、蓄电池和上层建筑中的相关设备装入另外五节车厢中。1915年2月，UB-12号的部件被运到安特卫普的霍博肯进行组装，通常需要耗时两至三周。当至3月2日完成组装并下水后，该艇再被装入浮箱由两艘驳船拖曳，用时五天半沿斯海尔德河西下、并穿过根特－布鲁日运河送抵泽布吕赫的作战港口进行海试。

## 服役初期

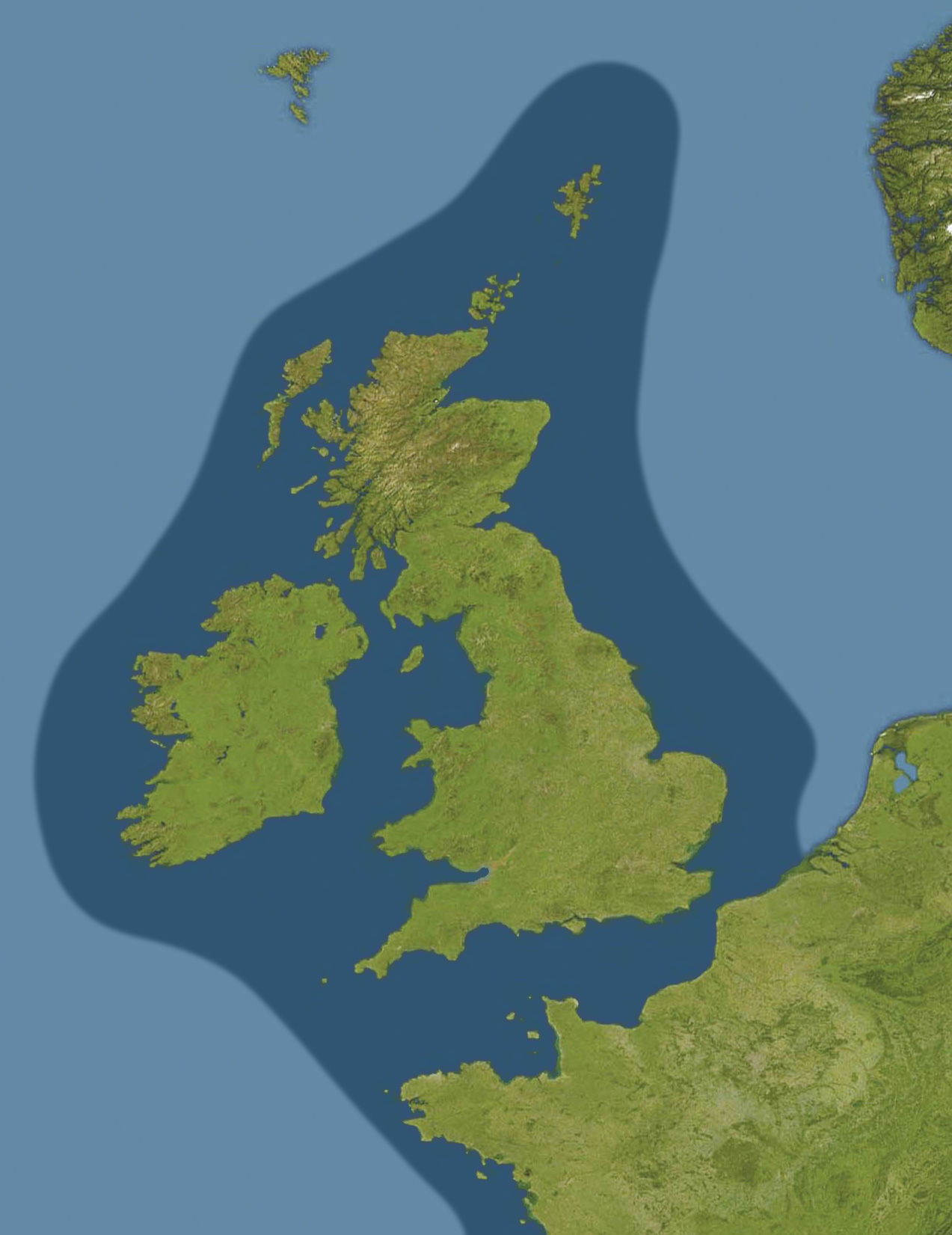
在潜艇战役中的德国战区

1915年3月29日，UB-12号在首次担任U艇艇长、时年29岁的海军中尉汉斯·尼兰的指挥下正式入役。4月18日，该艇加入了稍早前于3月29日组建的佛兰德区舰队。当UB-12号入列时，德国正处于自2月发动的第一轮潜艇攻势之中。在这场战役期间，所有出现在德国划定的战区内的敌方舰船都将被击沉，该战区涵括了英国周边的所有水域（含英吉利海峡）。中立国的船舶则不得受到攻击，除非它们确实能被认出是悬挂假旗航行的敌对船舶。
7月24日，尼兰率UB-12号在距洛斯托夫特东北偏东约30海里（56）的海域巡逻时，击沉了四艘英国渔船。这四艘传统上使用赭红色风帆的平底渔船全数是被UB-12号的官兵截停、登船并使用炸药凿沉。UB-12号于8月4日在同一海域附近又击沉了两艘、8月23日至25日又击沉了三艘此类平底渔船。
11月21日，海军中尉威廉·基尔接替尼兰担任UB-12号艇长。在基尔的指挥下，UB-12号于1916年2月21日击沉了三艘船：92总吨的比利时渔船小亨里特号（La Petite Henriette）——这是当时UB-12号所击沉的最大的一艘船，以及另外两艘英国平底渔船夹竹桃号（Oleander）和W·E·布朗号（W.E. Brown）。
UB-12号于4月10日击沉了其服役生涯中最大的一艘船——容积总吨为4777吨的锡尔克斯沃思庄园号（Silksworth Hall）。这艘英国注册的货轮当时正空载从赫尔驶往费城，在没有收到任何警告的情况下，于科顿灯船对开约1海里（1.9）处被基尔发射的鱼雷击中。附近船只从锡尔克斯沃思庄园号救出31名幸存者，但有3人失踪。当月下旬，德国公海舰队新任总司令、海军上将赖因哈德·舍尔叫停了对商船的攻击，并下令在海上的舰艇返航，不允许任何舰艇离开其港口。

## 伏击大舰队
舍尔将军于5月中旬制定了伏击部分英国大舰队的计划。公海舰队将突袭桑德兰，引诱英国舰队穿过“由潜艇和雷区组成的‘巢穴’”。为了支持这次行动，UB-12号与另外五艘佛兰德区舰队的潜艇于5月30－31日午夜出发，在洛斯托夫特以东约18海里（33）处组成一条船位线。这支部队将拦截并攻击从哈维奇出发的英国轻型部队，以防它们向北出击加入战斗。但对德国人而言不幸的是，英国海军部已经得到的情报显示有潜艇离港，但并未袭击船只，这引起了英国人的怀疑。
公海舰队因自身的出击（已转向斯卡格拉克）而推迟了启程，驻扎在北方的几艘U艇也未能收到英国人推进的电码警告，这使得舍尔预期中的伏击成为了“彻底而令人失望的失败”。在UB-12号所处的部队中，只有UB-10号发现了哈维奇部队，但它离得太远，无法发动攻击。由于U艇未能在伏击战中摧毁任何英国主力舰，导致在5月31日－6月1日爆发的日德兰海战时，大舰队能够以满编姿态与数量上处于劣势的公海舰队交战。
在基尔调任新入役的布雷潜艇UC-18号之后，格奥尔格·格特中尉于6月26日接任UB-12号艇长。两个月后，舍尔将军为英国舰队设置了另一次伏击，当时他们制定了公海舰队再度袭击桑德兰的计划（正如5月的初衷）。德国舰队计划于8月18日当天晚些时候启程，并在次日上午炮击军事目标。与5月时一样，UB-12号是一支旨在攻击哈维奇部队的小组成员。作为佛兰德区舰队组成第二条船位线的五艘潜艇之一，UB-12号于8月20日上午被部署至泰瑟尔附近。再一次，英国情报部门对即将到来的攻击和埋伏发出了警告，使得大舰队于8月18日16:00出击，比公海舰队的开航早了5个小时。错误的情报导致舍尔首先从桑德兰改道，然后最终取消了整个行动。尽管在北部的U艇击沉了两艘英国轻巡洋舰，但UB-12号及其团队并未参与其中。
9月，格特率领UB-12号又击沉了两艘船，并缴获第三艘船作为战利品。313总吨的挪威轮船利尔达号（Rilda）于9月6日沉没，而55总吨的英国平底渔船马乔里号（Marjorie）则于28日沉没。在此期间，荷兰轮船尼俄伯号（Niobe）于7日作为战利品被扣押。

## 改装为布雷艇
UB-12号及其三艘姊妹艇——UB-10、UB-16和UB-17号一同，于1918年之前被全部改装成布雷潜艇。UB-12号从1916年11月至1917年1月身处船坞，很可能是在这段时间完成改装。改装措施包括移除每艘U艇由一对鱼雷发射管所组成的艇艏部分，并替换为一个包含四个布雷斜槽的新艇艏，其中每个斜槽能够贮存两枚水雷。在此过程中，这些潜艇的艇身被加长至32米，水面排水量增加至147吨，水下排水量则增至161吨。
与此同时，格特于1916年11月4日调任UC-61号，其在UB-12号的艇长职位由海军中尉弗里德里希·默克接替。当艇只完成改装后，恩斯特·施泰因多夫中尉又于1917年1月取代了默克。
至3月，这艘新改装的潜艇开始在法国海岸附近布雷。此举造成了法国海军武装拖网船伊丽莎白号（Elisabeth）于3月13日在加来附近触雷沉没。五天后，英国辅助扫雷舰蒙特罗斯公爵夫人号也在引爆了UB-12号于格拉沃利讷附近布设的水雷后沉没，造成12人罹难。3月23日，隶属多佛尔巡逻队的英国海军驱逐舰拉福雷号又在灰鼻岬附近撞上了UB-12号布设的水雷并沉没，共造成59名官兵阵亡。
4月有两艘受害船舶被纳入UB-12号的战功。20日，另一艘英国辅助扫雷舰尼保林号在戴克灯船附近由UB-12号布设的雷区内沉没。六天后，装载着坑木驶向敦刻尔克的英国轮船阿尔阿马号（Alhama）触雷。这艘注册吨位为1744吨的货轮是继去年4月的锡尔克斯沃思庄园号沉没之后，UB-12号击沉的最大一艘船。
5月，UB-12号与UB-39号共同前往英吉利海峡巡逻。5月14－15日夜间，当UB-12号浮出水面时，施泰因多夫注意到几英里外的英国雷区发生了一次巨大的水下爆炸；当UB-39号未能返回泽布吕赫的佛兰德基地时，他报告称，UB-39号很可能被英国水雷击毁了。
在施泰因多夫的指挥下，UB-12号于6月和7月又分别击沉了一艘船：6月10日，装载着煤炭从锡厄姆开往伦敦的达利奇号（Dulwich）触雷后沉没，5人遇难；一个月后，法国海军拖网船朱庇特一号（Jupiter I）在加来附近触雷。这是UB-12号在接下来的十四个月里，最后两艘被记入水雷战功的船舶。

## 结局
UB-12号在接下来一年的活动没有得到妥善记录，在相关文献中也找不到具体阐述。但据悉，在此期间它曾先后受4位艇长指挥，其中最后一位艇长、海军中尉恩斯特·舍勒于1918年5月就任。在舍勒的指挥下，UB-12号于8月19日离开泽布吕赫，前往肯特郡沿岸的唐斯锚区附近布雷，但再也没有返回。据一份英国消息源称，UB-12号是于8月的某个时候在黑尔戈兰海域不慎引爆了自己布设的水雷。海军历史学家德怀特·梅西默认为这不大可能，因为黑尔戈兰距离UB-12号前往唐斯的路线太远了。德国在战后的一项研究得出结论，UB-12号最有可能的两种命运是，要么撞上了英国的水雷，要么是被布设过程中失灵的自身水雷所摧毁。梅西默还认为，UB-12号也可能是发生了一次潜水事故，这与它被改装为一艘布雷艇有关。
大约在UB-12号失踪两个月后，被计入其战功的最后一艘船沉没。10月27日，即战争结束前两周，92总吨的英国海军拖网船蒲包花号（Calceolaria）在弯头灯船附近撞上了UB-12号布设的水雷并沉没。

## 袭击历史摘要
| 日期           | 船名               | 船籍         | 吨位  | 结局       |
| -------------- | ------------------ | ------------ | ----- | ---------- |
| 1915年7月24日  | 活跃号             | 英国         | 56    | 击沉       |
| 1915年7月24日  | 亨利·查尔斯号      | 英国         | 41    | 击沉       |
| 1915年7月24日  | 凯思琳号           | 英国         | 59    | 击沉       |
| 1915年7月24日  | 兴隆号             | 英国         | 45    | 击沉       |
| 1915年8月4日   | 挑战者号           | 英国         | 50    | 击沉       |
| 1915年8月4日   | 天芥菜号           | 英国         | 28    | 击沉       |
| 1915年8月23日  | 伯特男孩号         | 英国         | 57    | 击沉       |
| 1915年8月23日  | 正直号             | 英国         | 52    | 击沉       |
| 1915年8月25日  | 扬·弗兰克号        | 英国         | 49    | 击沉       |
| 1916年2月21日  | 小亨里特号         | 比利时       | 92    | 击沉       |
| 1916年2月21日  | 夹竹桃号           | 英国         | 34    | 击沉       |
| 1916年2月21日  | W·E·布朗号         | 英国         | 58    | 击沉       |
| 1916年4月10日  | 锡尔克斯沃思庄园号 | 英国         | 4777  | 击沉       |
| 1916年9月6日   | 利尔达号           | 挪威         | 313   | 击沉       |
| 1916年9月7日   | 尼俄伯号           | 荷蘭         | 654   | 缴作战利品 |
| 1916年9月28日  | 马乔里号           | 英国         | 55    | 击沉       |
| 1917年3月13日  | 伊丽莎白号         | 法国海军     | 302   | 击沉       |
| 1917年3月18日  | 蒙特罗斯公爵夫人号 | 英國皇家海軍 | 322   | 击沉       |
| 1917年3月23日  | 拉福雷号           | 英國皇家海軍 | 995   | 击沉       |
| 1917年4月20日  | 尼保林号           | 英國皇家海軍 | 314   | 击沉       |
| 1917年4月26日  | 阿尔阿马号         | 英国         | 1744  | 击沉       |
| 1917年6月10日  | 达利奇号           | 英国         | 1460  | 击沉       |
| 1917年7月10日  | 朱庇特一号         | 法国海军     | 263   | 击沉       |
| 1918年10月27日 | 蒲包花号           | 英國皇家海軍 | 92    | 击沉       |
|                |                    | 总计：       | 11912 |            |

## 脚注
1. 1 2 3 4 5  Helgason, Guðmundur. . German and Austrian U-boats of World War I - Kaiserliche Marine - Uboat.net.   [2009-02-19].
2. 1 2  Tarrant，第172頁.
3. ↑  Gröner 1991，第22-23頁.
4. ↑  Gardiner，第180頁.
5. 1 2  Helgason, Guðmundur. . German and Austrian U-boats of World War I - Kaiserliche Marine - Uboat.net.   [2015-01-04].
6. 1 2  Helgason, Guðmundur. . German and Austrian U-boats of World War I - Kaiserliche Marine - Uboat.net.   [2015-01-04].
7. 1 2  Helgason, Guðmundur. . German and Austrian U-boats of World War I - Kaiserliche Marine - Uboat.net.   [2015-01-04].
8. 1 2  Helgason, Guðmundur. . German and Austrian U-boats of World War I - Kaiserliche Marine - Uboat.net.   [2015-01-04].
9. 1 2  Helgason, Guðmundur. . German and Austrian U-boats of World War I - Kaiserliche Marine - Uboat.net.   [2015-01-04].
10. ↑  Helgason, Guðmundur. . German and Austrian U-boats of World War I - Kaiserliche Marine - Uboat.net.   [2015-01-04].
11. ↑  Helgason, Guðmundur. . German and Austrian U-boats of World War I - Kaiserliche Marine - Uboat.net.   [2015-01-04].
12. ↑  Helgason, Guðmundur. . German and Austrian U-boats of World War I - Kaiserliche Marine - Uboat.net.   [2015-01-04].
13. 1 2  Helgason, Guðmundur. . German and Austrian U-boats of World War I - Kaiserliche Marine - Uboat.net.   [2015-01-04].
14. 1 2 3  Miller，第46–47頁.
15. ↑  Karau，第48頁.
16. 1 2 3  陈进，第45頁.
17. ↑  Miller，第458頁.
18. ↑  Williamson，第12頁.
19. 1 2 3  Karau，第49頁.
20. ↑  Rössler，第59–62, 264頁.
21. ↑  Helgason, Guðmundur. . German and Austrian U-boats of World War I - Kaiserliche Marine - Uboat.net.   [2009-03-05].
22. ↑  Tarrant，第14頁.
23. 1 2 3 4 5 6  Helgason, Guðmundur. . German and Austrian U-boats of World War I - Kaiserliche Marine - Uboat.net.   [2009-03-30].
24. ↑  Helgason, Guðmundur. Helgason, Guðmundur. . German and Austrian U-boats of World War I - Kaiserliche Marine - Uboat.net., Helgason, Guðmundur. . German and Austrian U-boats of World War I - Kaiserliche Marine - Uboat.net., Helgason, Guðmundur. . German and Austrian U-boats of World War I - Kaiserliche Marine - Uboat.net., Helgason, Guðmundur. . German and Austrian U-boats of World War I - Kaiserliche Marine - Uboat.net.. U-Boat War in World War I. Uboat.net. Retrieved 2009-03-30.
25. ↑  Penwith District Council. . Penzance: Penwith District Council. 2009  [2009-03-04]. （原始内容存档于2007-05-27）.
26. 1 2 3  . World War 1 at Sea. 9 January 2009  [2009-03-31]. （原始内容存档于2021-06-12）. The information on the website is extracted from . His Majesty's Stationery Office. 1919.
27. ↑  Helgason, Guðmundur. Helgason, Guðmundur. . German and Austrian U-boats of World War I - Kaiserliche Marine - Uboat.net., Helgason, Guðmundur. . German and Austrian U-boats of World War I - Kaiserliche Marine - Uboat.net.. U-Boat War in World War I. Uboat.net. Retrieved 2009-03-30.
28. ↑  Helgason, Guðmundur. Helgason, Guðmundur. . German and Austrian U-boats of World War I - Kaiserliche Marine - Uboat.net., Helgason, Guðmundur. . German and Austrian U-boats of World War I - Kaiserliche Marine - Uboat.net., Helgason, Guðmundur. . German and Austrian U-boats of World War I - Kaiserliche Marine - Uboat.net.. U-Boat War in World War I. Uboat.net. Retrieved 2009-03-30.
29. ↑  Helgason, Guðmundur. . German and Austrian U-boats of World War I - Kaiserliche Marine - Uboat.net.   [2009-03-30].
30. ↑  Helgason, Guðmundur. Helgason, Guðmundur. . German and Austrian U-boats of World War I - Kaiserliche Marine - Uboat.net., Helgason, Guðmundur. . German and Austrian U-boats of World War I - Kaiserliche Marine - Uboat.net.. U-Boat War in World War I. Uboat.net. Retrieved 2009-03-30.
31. 1 2  Tennent，第175頁.
32. ↑  . The Washington Post. 11 April 1916: 1.
33. ↑  Tarrant，第30頁.
34. 1 2 3  Gibson & Prendergast，第97頁.
35. 1 2 3 4 5 6  Tarrant，第32頁.
36. ↑  Tarrant，第32–33頁.
37. 1 2 3  Tarrant，第33頁.
38. ↑  . HistoryOfWar.org.   [2021-09-02]. （原始内容存档于2021-09-02）.
39. ↑  Helgason, Guðmundur. . German and Austrian U-boats of World War I - Kaiserliche Marine - Uboat.net.   [2021-09-28].
40. ↑  Helgason, Guðmundur. . German and Austrian U-boats of World War I - Kaiserliche Marine - Uboat.net.   [2009-03-30].
41. ↑  Helgason, Guðmundur. . German and Austrian U-boats of World War I - Kaiserliche Marine - Uboat.net.   [2009-03-30].
42. ↑  Helgason, Guðmundur. . German and Austrian U-boats of World War I - Kaiserliche Marine - Uboat.net.   [2009-03-30].
43. ↑  Helgason, Guðmundur. . German and Austrian U-boats of World War I - Kaiserliche Marine - Uboat.net.   [2009-03-19].
44. ↑  Helgason, Guðmundur. . German and Austrian U-boats of World War I - Kaiserliche Marine - Uboat.net.   [2009-03-30].
45. ↑  Helgason, Guðmundur. . German and Austrian U-boats of World War I - Kaiserliche Marine - Uboat.net.   [2009-03-30].
46. ↑  Helgason, Guðmundur. . German and Austrian U-boats of World War I - Kaiserliche Marine - Uboat.net.   [2009-03-30].
47. ↑  Helgason, Guðmundur. . German and Austrian U-boats of World War I - Kaiserliche Marine - Uboat.net.   [2009-03-30].
48. ↑  Helgason, Guðmundur. . German and Austrian U-boats of World War I - Kaiserliche Marine - Uboat.net.   [2009-03-30].
49. ↑  Bridgland，第81頁.
50. ↑  Messimer，第161頁.
51. ↑  McCartney，第161頁.
52. ↑  Helgason, Guðmundur. . German and Austrian U-boats of World War I - Kaiserliche Marine - Uboat.net.   [2009-03-30].
53. ↑  Helgason, Guðmundur. . German and Austrian U-boats of World War I - Kaiserliche Marine - Uboat.net.   [2009-03-30].
54. 1 2 3 4  Messimer，第133頁.
55. ↑  Gibson & Prendergast，第318頁.
56. ↑  Helgason, Guðmundur. . German and Austrian U-boats of World War I - Kaiserliche Marine - Uboat.net.   [2009-03-30].